# Symplocos carmencitae
Symplocos carmencitae är en tvåhjärtbladig växtart som beskrevs av B. Ståhl. Symplocos carmencitae ingår i släktet Symplocos och familjen Symplocaceae. Inga underarter finns listade i Catalogue of Life.